# Sinployea intensa
Sinployea intensa är en snäckart som först beskrevs av Tom Iredale 1941.  Sinployea intensa ingår i släktet Sinployea och familjen Charopidae. Inga underarter finns listade i Catalogue of Life.